# Ігор Алексовський
Ігор Алексовський (мак. Игор Алексовски, нар. 24 лютого 1995, Скоп'є) — македонський футболіст, воротар клубу «Шкупі» і національної збірної Македонії.

## Клубна кар'єра
Народився 24 лютого 1995 року в місті Скоп'є. Вихованець юнацьких команд футбольних клубів «Беласиця» (Струмиця) та «Македонія Гьорче Петров».
У дорослому футболі дебютував 2012 року виступами за «Македонія Гьорче Петров», в якому провів чотири сезони, взявши участь у 32 матчах чемпіонату.
Своєю грою за цю команду привернув увагу представників тренерського штабу клубу «Вардар», до складу якого приєднався 2016 року. Відіграв за клуб зі Скоп'є наступні два сезони своєї ігрової кар'єри.
До складу клубу «Шкупі» приєднався 2018 року. Станом на 2 грудня 2018 року відіграв за клуб зі Скоп'є 13 матчів в національному чемпіонаті.

## Виступи за збірні
2012 року дебютував у складі юнацької збірної Македонії, взяв участь у 8 іграх на юнацькому рівні, пропустивши 8 голів.
Протягом 2014—2017 років залучався до складу молодіжної збірної Македонії. На молодіжному рівні зіграв у 14 офіційних матчах, пропустив 12 голів. У складі македонської «молодіжки» був учасником Молодіжного Євро-2017, на якому його команда посіла останнє місце у своїй групі і до плей-оф не вийшла.
2015 року дебютував в офіційних матчах у складі національної збірної Македонії.